# لويسا أرفيد
لويسا أرفيد كامبرا (ولدت في ألميريا، إسبانيا، 10 أغسطس، 1956) هي عالمة فقه في اللغة الأسبانية. متخصصة في الدراسات العربية. حاصلة على درجة الدكتوراه من جامعة غرناطة، في الدراسات اللغوية العربية، بدرجة البكالوريوس الاستثنائية وأيضًا في الدكتوراه.

## السيرة الذاتية
قامت لويسا أرفيد بالتدريس في جامعة غرناطة وجامعة ألميريا، ومنذ سبتمبر 2011، أصبحت أستاذ الدراسات العربية والإسلامية في ألميريا.  لقد كانت أستاذًا زارت العديد من المؤسسات العلمية، بما في ذلك جامعة هايدلبرغ، وجامعة لايدن وجامعة كامبريدج، في أوروبا، وكذلك جامعة جورجتاون، وجامعة هارفارد، وجامعة ييل، وجامعة بيركلي في الولايات المتحدة، وقد أقامت للدراسة في الدول العربية، مثل سوريا والأردن ومصر وتونس. كانت مديرة مشاريع بحثية في العلوم العربية في العصور الوسطى، والفلسفة والأدب العربي ومحاضرة حول العالم العربي والإسلامي في إسبانيا والخارج. كما قامت بتنسيق عقود الأبحاث الخاصة بالاتحاد الأوروبي في إطار برامج إيراسموس وسقراط. تخصصت بشكل رئيسي في الطب العربي في العصور الوسطى،  وكتبت ثمانية كتب  وأكثر من خمسين مقالة  ، من بينها دراسات أجريت على الجراح الأندلسي الشهير أبوالسكاس،     في مجال العلوم الإسلامية، وكذلك الحريري من مقامات البصرة،  في مجال الأدب، وابن سبعين في المسائل الصقلية،  في مجال الفلسفة. تم اختيارها كواحدة من بين 100 مهني في عام 2011 من قبل المركز الدولي للسيرة الذاتية، وامرأة العام 2011 من قبل المعهد الأمريكي للسيرة الذاتية.

## التكريم
- شغلت منصب مديرة لجنة الدراسات HUM 113 - الدراسات الفلسفية في المجلس العسكري في الأندلس.
- نائب المدير العام لأوروبا IBC[11]
- تم اختيارها كامرأة العام، في عام 2011، من قبل معهد السيرة الأمريكية. رالي، كارولينا الشمالية، الولايات المتحدة.
- تم ترشيحها لمنصب نائب رئيس مجلس الاعتراف في المؤتمر العالمي للفنون والعلوم والاتصالات، IBI، كامبردج، المملكة المتحدة.في عام 2011.
- تم ترشيحها كسفيرة في المؤتمر العالمي للفنون والعلوم والاتصالات، IBI، كامبردج، المملكة المتحدة في 2011. رشحت كعضو في وسام السفراء الدوليين، ABI، نيو رالي، كارولينا الشمالية، الولايات المتحدة 2011.[12]
- تم تكريمها كواحدة من هيئات المحلفين الدولية الثلاث لجائزة آنا ماريا أغويرو ميلنيتزوك، للبحوث الصحفية [13] [14] [15]

## روابط خارجية
- Academic file
- General Bibliography
- Bibliography (books)